# Регионални избори у Русији 2021.
Регионални избори одржани су у Русији у недељу, 19. септембра 2021. уз могућност гласања 17. и 18. септембра коју су обезбедиле изборне власти. Биће парламентарни избори за 8. Државну думу, десет губернаторских избора, 39 регионалних парламентарних избора и много избора на општинском и локалном нивоу.

## Државна дума
Свих 450 места у Државној думи било је на реизбору 19. септембра.

## Губернаторски избори
| Кандидат                                    | Странка                                     | Гласови | %      |
| ------------------------------------------- | ------------------------------------------- | ------- | ------ |
| Михаил Дегтјарјов                           | ЛДПР                                        | 237.818 | 56,77  |
| Марина Ким                                  | Праведна Русија                             | 106.532 | 25,43  |
| Владимир Парфемов                           | Партија пензионера                          | 41.986  | 10,02  |
| Бабек Мамедов                               | Родина                                      | 14.806  | 3,53   |
| Важећи листићи                              | Важећи листићи                              | 401.142 | 95,75  |
| Неважећи листићи                            | Неважећи листићи                            | 17.790  | 4,25   |
| Укупно                                      | Укупно                                      | 418.932 | 100,00 |
| Бирачи уписани у бирачке спискове/излазност | Бирачи уписани у бирачке спискове/излазност | 958.412 | 43,82  |